# Roetsum
Roetsum is een behuisde wierde in de Nederlandse gemeente Westerkwartier. De wierde ligt ten zuiden van de weg tussen Niehove en Oldehove en heeft een hoogte tot ongeveer 1,5 meter boven NAP. Op de wierde staat de gelijknamige boerderij Roetsum. Ten noorden van de wierde stroomt de gelijknamige Roetsumertocht. Bij de boerderij stond volgens een verkoopadvertentie uit 1911 een arbeiderswoning. Mogelijk was dit het huis ten oosten van de oprit aan de Niehoofdsterweg.
In een lijst van het klooster Werden uit 855 komt de naam Hrussingi voor, die wel gelijkgesteld is aan Roetsum. Er zijn echter ook wel andere plaatsnamen aan gekoppeld zoals een niet nader gelokaliseerde plaats genaamd 'Rossinga' (Rossinge), Henxel, Hülsten (bij Reken) of Harssens.
De oostflank van de wierde werd afgegraven in de jaren 1930, waarbij de vruchtbare wierdegrond vermengd met mest werd verspreid over de omliggende landerijen. Bij deze afgraving en een latere archeologische boring in 1971 werden scherven en potten en een groot aantal munten uit de Romeinse tijd gevonden.